# Frenulum (Schmetterling)
Das Frenulum ermöglicht es den meisten Schmetterlingen in Verbindung mit dem Retinaculum, die beiden Flügelpaare während des Fluges zusammenzukoppeln, damit diese als eine Einheit bewegt werden können. Bei den Männchen besteht es aus einer einzelnen kräftigen Borste, bei den Weibchen finden sich meistens zwei bis neun aneinanderliegende Borsten, nur bei manchen Arten, wie etwa den Glasflüglern (Sesiidae), Echten Motten (Tineidae) oder manchen Eulenfaltern (Noctuidae) haben auch die Weibchen nur eine Borste. Das Frenulum entspringt der Costalplatte des Hinterflügels, einer Struktur, die sich an der Basis des Flügels befindet. Das Frenulum ist in Richtung des Retinaculums gerichtet, das sich auf der Unterseite des Vorderflügels befindet. 
Einige primitive Schmetterlingsarten und auch die Köcherfliegen besitzen eine Reihe von costalen Borsten an den Hinterflügeln. Da sie an separaten Stellen an der Basis der Costa und nicht an einem Punkt der Costalplatte entspringen, werden sie vom Frenulum unterschieden.  